# Buitenlandse politiek

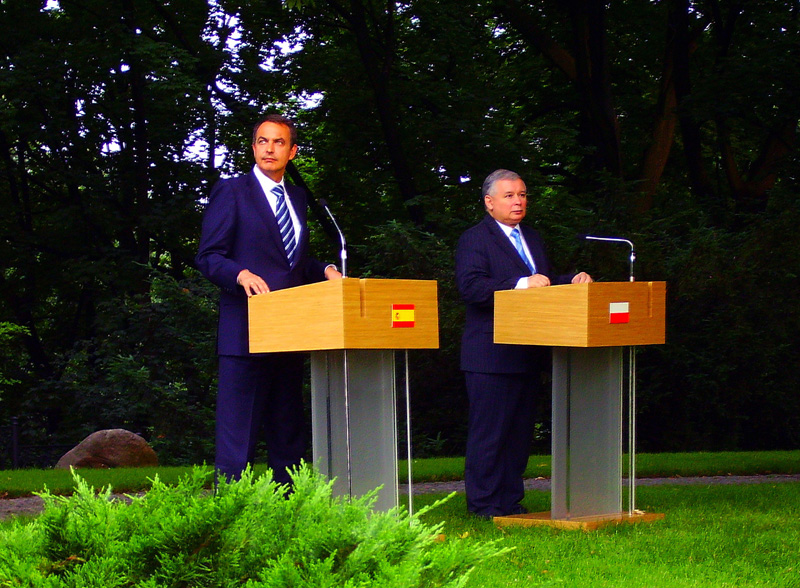
Eerste ministers Zapatero van Spanje en Kaczyński van Polen in 2007

Buitenlandse politiek of buitenlandse betrekkingen is het beleid van een staat ten opzichte van andere staten en internationale organisaties. Veelal is hierbij het staatsbelang of raison d'État leidend. De meeste landen hebben hiertoe een ministerie van Buitenlandse Zaken.
De studie van buitenlandse politiek is internationale betrekkingen.